# Ulica Kazimierza Sosnkowskiego w Opolu
Ulica Kazimierza Sosnkowskiego – ulica w Opolu, jedna z najważniejszych arterii komunikacyjnych na Osiedlu Armii Krajowej (dawnym ZWM). Rozpoczyna się na rondzie z ul. Wiejską. Następnie biegnie na zachód, aż do skrzyżowania z ul. Szarych Szeregów i ul. Romana Horoszkiewicza, gdzie skręca na północny zachód, a następnie na północ. Na odcinku od ronda z ul. Leopolda Okulickiego do skrzyżowania z ul. Kazimierza Pużaka, gdzie kończy swój bieg, kieruje się na północny wschód. Na całej swojej długości jest czteropasmowa. Znajduje się przy niej Stadion Lekkoatletyczny im. Opolskich Olimpijczyków, a także Centrum Handlowe Auchan.